# Белые ночи (фильм, 2017)
«Белые ночи» (нем. Helle Nächte) — немецко-норвежский фильм-драма 2017 года, поставленный режиссёром Томасом Арсланом. Премьера ленты состоялась 11 февраля 2017 года на 67-м Берлинском международном кинофестивале, где она участвовала в основной конкурсной программе, соревнуясь за главный приз фестиваля — «Золотой медведь».

## Сюжет
После нескольких лет своего отсутствия и отсутствия связи отец пытается наладить отношения со своим 14-летним сыном. Он берёт его в автомобильное путешествие по всей северной Норвегии, надеясь, что ещё не слишком поздно.